# Alaqueto
Alaqueto (em iorubá: Alakétú) é o título dos monarcas (obás) do Araqueto (em iorubá: ará Ketu), ou seja, do povo do Reino de Queto, cujo centro era a cidade de Queto, no atual Benim. A tradição iorubá alega que o primeiro a ostentar o título foi Oxóssi, o orixá da caça.